# Tour de France 2018/19. Etappe
Die 19. Etappe der Tour de France 2018 führte am 27. Juli 2018 über 200,5 Kilometer von Lourdes nach Laruns.
Die letzte Bergetappe der Tour de France 2018 startete mit zwei Bergwertungen der 4. Kategorie, bevor die wesentlichen Schwierigkeiten des Tages mit dem Col d’Aspin begannen. Diese Bergwertung der 1. Kategorie wurde nach 83 Kilometern abgenommen und wies 6,5 Steigungsprozente auf 12 Kilometern auf. Es folgte die Bergwertung Hors Catégorie am Col du Tourmalet nach 108 Kilometern (7,3 % Steigung auf 17,1 Kilometern), an der zugleich der Sonderpreis Souvenir Jacques Goddet vergeben wurde. Über den Col de Bordères (2. Kategorie, 5,8 % auf 8,6 Kilometer) und den Col du Soulor stieg der Parcours weiter zum Col d’Aubisque, der letzten Bergwertung Hors Catégorie mit doppelter Punktzahl (4,9 % Steigung auf 16,6 Kilometern), von dessen Gipfel eine Abfahrt von 20 Kilometern ins Etappenziel folgte. Die Passage am Col d'Aubisque war nach einem Erdrutsch zwischenzeitlich gefährdet, da die Straße im Juni 2018 noch gesperrt war.
Etappensieger wurde Primož Roglič (Team Lotto NL-Jumbo) vor einer siebenköpfigen Verfolgergruppe, die vom Träger des Gelben Trikot Geraint Thomas (Team Sky) vor Romain Bardet (Ag2r La Mondiale) angeführt wurde.
Zu Beginn der Etappe schlossen sich verschiedene Ausreißergruppen zu einem schließlich 18 Fahrer umfassenden Vorderfeld zusammen, die einen Maximalvorsprung von fünf Minuten ausbauen konnten. Nachdem seine Mannschaft Katusha Alpecin den Abstand verkürzte, attackierte Ilnur Zakarin im Anstieg zum Tourmalet zusammen mit Mikel Landa und Bardet. Die drei Verfolger schlossen in der Abfahrt zu den Resten der Ausreißer mit Julian Alaphilippe (den Führenden in der Bergwertung), Bob Jungels, Warren Barguil, Tanel Kangert, Mikel Nieve, Gorka Izagirre und Rafał Majka auf. Aus der Gruppe um den Gesamtführenden Thomas attackierte am Fuße des Aubisque Steven Kruijswijk, später schloss sein Teamkollege Roglič zusammen mit Tom Dumoulin und Thomas auf, während Thomas’ Teamkollege, der Vorjahressieger Chris Froome Schwierigkeiten hatte zu folgen. Auf der Abfahrt überholte Roglič den letzten Ausreißer Majka und distanzierte die anderen Fahrer seiner Gruppe. Er übernahm hierdurch den dritten Gesamtrang von Froome.
Landa, der sich vom siebten auf den sechsten Rang der Gesamtwertung verbesserte, wurde mit der Roten Rückennummer ausgezeichnet. Sein Team Movistar verteidigte trotz des Einbruchs von Nairo Quintana, der bedingt durch den Sturz am Vortag vom fünften auf den neunten Rang zurückfiel, die Führung in der Mannschaftswertung.
Jelle Vanendert gab das Rennen wegen Magenproblemen auf.